# 646 (numero)
Seicentoquarantasei (646) è il numero naturale dopo il 645 e prima del 647.

## Proprietà matematiche
- È un numero pari.
- È un numero composto con 8 divisori: 1, 2, 17, 19, 34, 38, 323, 646. Poiché la somma dei suoi divisori (escluso il numero stesso) è 434 < 646 è un numero difettivo.
- È un numero sfenico.
- È un numero palindromo nel sistema numerico decimale e nel sistema posizionale a base 9 (787).
- È un numero 109-gonale.
- È un numero di Ulam.
- È un numero congruente.
- È un numero malvagio.

## Astronomia
- 646 Kastalia è un asteroide della fascia principale del sistema solare.
- NGC 646 sono galassie interagenti della costellazione dell'Idra Maschio.

## Astronautica
- Cosmos 646 è un satellite artificiale russo.